# Adolf Merckle
Adolf Merckle, född 18 mars 1934 i Dresden, Tyskland, död 6 januari 2009 i Blaubeuren, Tyskland, var en tysk industrimagnat och en av världens rikaste personer och Tysklands femte rikaste person.
På tidskriften Forbes lista över världens rikaste har Adolf Merckle 94:e plats,  med en förmögenhet som våren 2008 beräknades till nära sju miljarder euro (70 miljarder svenska kronor). 
Merckle föddes i Dresden i en välbärgad familj, och största delen av hans förmögenhet kom från arv. Hans farfar som kom från Böhmen hade byggt upp ett farmaceutiskt engrosföretag, och detta vidareutvecklade Adolf Merckle till ett av Tysklands största i branschen: Phoenix Pharmahandel. Han låg bakom Merckle-familjens framgångsrika investmentbolag VEM som kontrollerade runt 120 bolag, härunder medicinalproducenten Ratiopharm, cementfabriken Heidelberg Cement som i sin tur äger Cementa med fabriker i Degerhamn, Skövde och Slite. Dessutom Kässbohrer som tillverker bussar och andra fordon.
Familjens bolag hade 2008 mer än 100.000 anställda och omsatte sammanlagt över 300 miljarder kronor. 
Merckle var utbildad jurist, men använde det mesta av sin tid på investeringar. Han led kort föra sin död svidande förluster på aktiespekulationer i Volkswagen-aktier som han trodde skulle sjunka, på grund av den internationella finanskrisen, men efter Porsches stödköp blev det precis tvärtom. Enligt Forbes bankkällor ska Merckle ha förlorat 400 miljoner euro på Volkswagenspekulationen. Förlusterna orsakade att flera av familjens företag kom i ekonomisk fara. Det tvingade honom att förhandla med banker för att försöka rädda sitt affärsimperium med intressen i bland annat cementindustri, verkstadsindustri och läkemedelsproduktion. Den 4 december 2008 rapporterade Financial Times att Merckles banker var beredda att ta över styret av familjens imperium. - "Jag har redan klarat av många av dessa så kallade ”börskrascher”, men jag kunde aldrig föreställa mig en bank- och finanskris av detta mått", sa Merckle i en intervju med tyska Frankfurter Allgemeine Zeitung ett par veckor före sin död. Ett 30-tal banker stod som fordringsägare gentemot hans företag. Merckle bad staten om borgen för nya krediter, men fick nej. När Merckle dog var en uppgörelse med bankerna klar. Den gick ut på att Merckle skulle förlora makten över sina företag.
Han begick självmord 2009 då han hoppade framför ett tåg strax utanför hemstaden Blaubeuren i sydvästra Tyskland.